# Harmonium (banda)
Harmonium foi uma banda de rock progressivo do Québec, formada em 1972 em Montreal. A banda lançou 
três álbuns de estúdio, Harmonium (1974), Si on avait besoin d'une cinquième saison (1975), L'Heptade (1976) e um álbum ao vivo, Harmonium en tournée (1980).

## Discografia

### Álbuns
- 1974: Harmonium
- 1975: Si on avait besoin d'une cinquième saison
- 1976: L'Heptade
- 1980: Harmonium en tournée

### Singles
- 1974: "Pour un instant" / "100 000 Raisons"
- 1975: "Dixie" / "En pleine face"

### Videografia
- 1980: Harmonium en Californie
- 2016: Viens voir le paysage